# 丹戎巴來

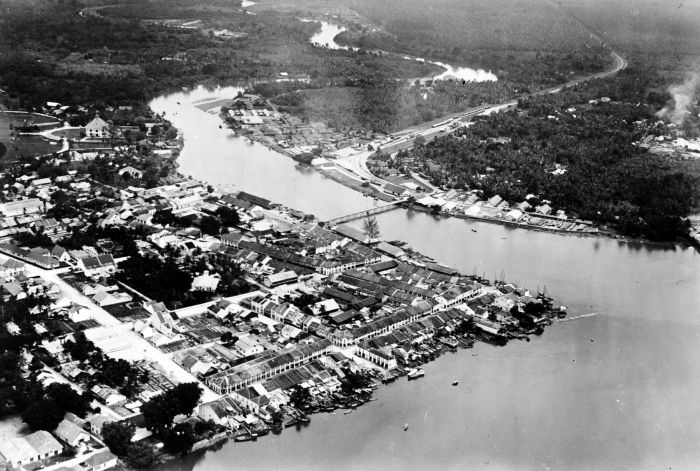

丹戎巴來是印度尼西亞的城市，由北蘇門答臘省負責管轄，位於該國西北部蘇門答臘島東北部，面積60.529平方公里，2010年人口159,932，人口密度為每平方公里2,642人。